# Прудников, Дмитрий Тихонович
Дми́трий Ти́хонович Пру́дников (10 ноября 1921 — 21 октября 1943) — советский военный лётчик. Участник Великой Отечественной войны. Герой Советского Союза (1944). Гвардии старший лейтенант.

## Биография
Родился 10 ноября 1921 года в деревне Щербино Ельнинского уезда Смоленской губернии РСФСР (ныне деревня Старое Щербино Ельнинского района Смоленской области Российской Федерации) в семье крестьянина Тихона Григорьевича Прудникова. Русский. В родной деревне окончил начальную школу. Восьмилетнее образование завершал в Москве, куда семья Прудниковых переехала в 1934 году. По окончании школы работал на заводе и одновременно учился в аэроклубе.
В ряды Рабоче-крестьянской Красной Армии был призван военкоматом Ленинградского района города Москвы осенью 1940 года и направлен в Балашовскую военную авиационную школу. В октябре 1941 года завершил обучение на бомбардировщике СБ и получил сержантское звание, но был оставлен в лётной школе для дальнейшего обучения на штурмовике Ил-2. В боях с немецко-фашистскими захватчиками старший сержант Дмитрий Прудников с 6 сентября 1942 года на Сталинградском фронте в должности лётчика 944-го штурмового авиационного полка 226-й штурмовой авиационной дивизии 8-й воздушной армии.
Боевое крещение принял в Сталинградской битве. Начало боевого пути молодого лётчика оказалось не слишком удачным. Уже в одном из первых боевых вылетов 7 сентября 1942 года при возвращении с боевого задания самолёт был атакован немецким истребителем Ме-109 и подбит. С трудом дотянул самолёт до линии фронта и совершил вынужденную посадку у посёлка Спатаковка всего в 700 метрах от немецких позиций. Но лётчик быстро набирался боевого опыта. К концу сентября 1942 года совершил 12 успешных боевых вылетов на штурмовку мотомеханизированных колонн и артиллерийский позиций противника, сбросил на цели 6000 килограммов авиабомб и выпустил 92 реактивных снаряда, уничтожив при этом не менее двух танков и до 20 немецких автомашин с войсками и грузами, чем оказал серьёзную поддержку оборонявшим Сталинград наземным частям. К началу контрнаступления советских войск под Сталинградом уже был в полку признанным мастером штурмовых ударов. В ходе операции «Уран» будучи командиром авиационного звена и заместителем командира эскадрильи неоднократно водил группы от 2 до 12 самолётов на штурмовку войск противника, чем способствовал продвижению вперёд своих наземных войск.
В середине декабря 1942 года 226-я штурмовая авиационная дивизия была выведена на переформирование. Пройдя переаттестацию, получил звание лейтенанта, после чего его направили для прохождения дальнейшей службы в 505-й штурмовой авиационный полк. В двадцатых числах декабря лейтенант участвовал в отражении танкового удара группы армий «Дон», пытавшейся деблокировать окружённую в Сталинграде 6-ю армию Ф. Паулюса. 2 января 1943 года 226-я штурмовая авиационная дивизия в составе 8-й армии была передана Южному фронту и поддерживала наступление его наземных войск во время Ростовской наступательной операции, по завершении которой была выведена в резерв.
Приказом НКО СССР № 128 от 18 марта 1943 года за отличие в Сталинградской битве дивизия была преобразована в 1-ю гвардейскую штурмовую авиационную дивизию, а 505-й штурмовой авиационный полк стал 75-м гвардейским. В двадцатых числах апреля 1943 года экипаж под его командованием в числе 15-ти лучших экипажей дивизии был отобран для выполнения специальных заданий командования. Участвовал в штурмовках немецких эшелонов на станции Успенская, уничтожал плавсредства противника в Азовском море, в составе группы совершал налёты на аэродром Кутейниково, на котором было уничтожено до 20 вражеских самолётов.
5 июля 1943 года был назначен исполняющим обязанности командира 1-й авиационной эскадрильи 75-го гвардейского штурмового полка. С середины июля 1943 года его эскадрилья сконцентрировалась на штурмовках сильно укреплённой и глубоко эшелонированной линии обороны противника Миус-фронт, а также перебрасываемых к линии фронта резервов противника. Особенно интенсивно эскадрилья Дмитрия Прудникова работала в районе Куйбышево, где позднее оборонительная линия немцев была прорвана. Лётчики эскадрильи разрушали опорные узлы на переднем крае вражеской обороны и подавляли огонь немецкой артиллерии в районе Куйбышево, Саур-Могила, колхоз Мариенгейм, бомбили скопления танков и мотопехоты в районе Харцизска и Чистяково, производили штурмовки железнодорожных узлов Успенская и Дебальцево. В ходе начавшейся в августе 1943 года Донбасской операции эскадрилья оказывала непосредственную штурмовую поддержку наступающим частям 5-й ударной армии, совершая до трёх вылетов в день.
21 августа 1943 года вместе со своими лётчиками разбомбил немецкую танковую колонну в районе Горяны. 23 августа 1943 года группа из 12-ти Ил-2, ведомая гвардии лейтенантом Дмитрием Прудниковым, оказала наземным войскам действенную помощь при овладении сильно укреплённым опорным пунктом немцев селом Кринички, ракетно-бомбовым ударом подавив огневые средства неприятеля и повредив 8 танков. 25 августа 1943 года поднял в воздух шестёрку Илов. В районе реки Мокрый Еланчик лётчики заметили как группа из 12-ти немецких самолётов Ю-87 бомбит боевые порядки советских наземных войск. Несмотря на полную бомбовую нагрузку, принял решение атаковать врага. В завязавшемся воздушном бою советские лётчики сбили 5 Ю-87, а остальных обратили в бегство. При этом находившаяся на подходе вторая волна немецких бомбардировщиков общим числом до 20 самолётов не решилась вступить в схватку, и сбросив бомбы куда попало, легла на обратный курс. Блестящая воздушная победа советских лётчиков вызвала большое воодушевление в наземных войсках, наблюдавших за ходом боя.
Всего к концу августа 1943 года совершил 78 успешных боевых вылетов на штурмовку переднего края обороны противника, его резервов и объектов военной инфраструктуры и нанёс большой урон врагу, уничтожив 14 танков, 19 автомашин с войсками и грузами, 5 артиллерийских, 4 зенитных и 1 миномётную батареи, 1 цистерну с горючим и до 125 солдат и офицеров вермахта. В результате ракетно-бомбовых ударов им создано на объектах противника 6 крупных очагов пожара и уничтожен склад с боеприпасами и 8 вагонов с военным имуществом. Кроме того в составе группы потопил один сторожевой катер и моторную лодку и ещё один катер поджёг, повредил гружёную баржу и уничтожил до 20 самолётов противника на земле. Не менее успешно действовала и его эскадрилья. В период с 5 июля по 29 августа 1943 года она совершила 174 боевых самолёто-вылета, уничтожив при этом 26 танков, 31 автомашину, 18 артиллерийских и 9 зенитных и 6 миномётных батарей, 4 склада с боеприпасами, 25 вагонов с военным имуществом, 4 цистерны с горючим, 1 паровоз и до 300 солдат и офицеров противника.
29 августа 1943 года командир 75-го гвардейского штурмового авиационного полка гвардии майор Н. Ф. Ляховский представил гвардии лейтенанта Дмитрия Прудникова к званию Героя Советского Союза. Указ Президиума Верховного Совета СССР был подписан 4 февраля 1944 года уже после гибели Дмитрия Тихоновича.
Логическим продолжением Донбасской наступательной операции для войск Южного фронта должен был стать прорыв участка Восточного вала на реке Молочной и их выход к низовьям Днепра. С этой целью командование фронта 26 сентября начало Мелитопольскую фронтовую операцию. К началу штурма долговременной немецкой линии обороны был произведён в гвардии старшие лейтенанты и окончательно утверждён в должность командира 1-й эскадрильи 75-го гвардейского штурмового авиационного полка. В ходе начавшегося наступления его эскадрилья действовала южнее Мелитополя, осуществляя штурмовую поддержку наземных частей 28-й, а затем и 51-й армий.
В течение сентября — октября 1943 года будучи ведущим групп штурмовиков от 6 до 12 самолётов совершил 29 боевых вылетов на штурмовку артиллерийских и миномётных позиций противника и его сильно укреплённых узлов обороны. В роковой день 21 октября 1943 года погода была малопригодной для полётов. Высота облачности не превышала 200 метров, а видимость — 1 километра. Но советские лётчики хорошо понимали, что без их поддержки наземным войскам будет крайне тяжело взломать глубоко эшелонированную оборону противника. Вёл шестёрку Ил-2 в составе группы из 12-ти самолётов на штурмовку опорных пунктов немцев в районе станции Тащенак. Лётчикам пришлось вести боевую работу на высотах от бреющего полёта до 150 метров в условиях сильного противодействия зенитной артиллерии неприятеля. Тем не менее, они в течение двадцати пяти минут утюжили немецкие позиции, сделав 14 заходов на цель. Благодаря смелым и решительным действиям штурмовой авиации наземные части овладели первой линией обороны. Однако брошенные в прорыв танки вскоре столкнулись с хорошо организованной противотанковой обороной. Поэтому группа после дозаправки и пополнения боезапаса вновь направилась в этот район для штурмовки артиллерийских и миномётных позиций противника. При заходе на цель Ил-2, на котором был Дмитрий Прудников, был сбит прямым попаданием зенитного снаряда.
Указом Президиума Верховного Совета СССР «О присвоении звания Героя Советского Союза офицерскому составу военно-воздушных сил Красной Армии» от 4 февраля 1944 года за «образцовое выполнение боевых заданий командования на фронте борьбы с немецкими захватчиками и проявленные при этом отвагу и геройство» удостоен посмертно звания Героя Советского Союза.
Первоначально лётчика похоронили возле станции Тащенак. Позднее его тело было перевезено в Москву и захоронено на Ваганьковском кладбище (25 уч.).

## Награды
- Медаль «Золотая Звезда» (04.02.1944);
- орден Ленина (04.02.1944);
- три ордена Красного Знамени (12.12.1942; 23.07.1943; 30.08.1943);
- орден Отечественной войны 1-й степени (01.11.1943, посмертно);
- медаль «За оборону Сталинграда» (июнь 1943).

## Память
- В музее школы № 1574[5] (ранее — школы № 128) города Москвы есть экспозиция, посвящённая Герою Советского Союза Д. Т. Прудникову.

## Документы
- Общедоступный электронный банк документов «Подвиг Народа в Великой Отечественной войне 1941—1945 гг.» Дата обращения: 14 июня 2013. Архивировано из оригинала 13 марта 2012 года.

Представление к званию Героя Советского Союза. Дата обращения: 14 июня 2013. Архивировано 14 июня 2013 года.
Орден Красного Знамени (наградной лист и приказ о награждении от 12.12.1942). Дата обращения: 14 июня 2013. Архивировано 14 июня 2013 года.
Орден Красного Знамени (наградной лист и приказ о награждении от 23.07.1943). Дата обращения: 14 июня 2013. Архивировано 14 июня 2013 года.
Орден Красного Знамени (наградной лист и приказ о награждении от 30.08.1943). Дата обращения: 14 июня 2013. Архивировано 14 июня 2013 года.
Орден Отечественной войны 1-й степени (наградной лист и приказ о награждении). Дата обращения: 14 июня 2013. Архивировано 14 июня 2013 года.
- Обобщенный банк данных «Мемориал». Дата обращения: 14 июня 2013. Архивировано из оригинала 10 мая 2012 года.

ЦАМО, ф. 20002, оп. 2, д. 10.
ЦАМО, ф. 33, оп. 11458, д. 601.
ЦАМО, ф. 33, оп. 11458, д. 212.
Информация из списка захоронения 77-6.
Учётная карточка захоронения 77-6.
Схема захоронения 77-6.